# Prevenzione dell'AIDS
Le diverse modalità di trasmissione dell'HIV (virus generalmente ritenuto responsabile dello scatenarsi dell'AIDS) sono ben note e riconosciute. Altrettanto ben note sono le modalità di prevenzione dal contagio. Tuttavia, recenti studi epidemiologici e comportamentali in Europa e Nord America suggeriscono che una consistente minoranza di giovani continui a praticare attività ad alto rischio e che, nonostante siano a conoscenza dell'AIDS, sottostimino il rischio di venire contagiati dall'HIV. La trasmissione dell'HIV attraverso l'uso intravenoso di droghe è drasticamente calato e il contagio via trasfusione di sangue è praticamente obsoleto in queste popolazioni.

## Prevenzione della trasmissione sessuale dell'HIV

### Aspetti scientifici
I rapporti sessuali non protetti sono molto più a rischio dei rapporti protetti, con il rischio di trasmettere l'HIV da un partner infetto a uno non infetto attraverso un rapporto anale ricettivo molto più grande del rischio di trasmissione attraverso un rapporto anale insertivo o il sesso orale. Secondo il ministero della salute francese, la probabilità di trasmissione per atto varia dallo 0.03% allo 0.07% nel caso di rapporto vaginale ricettivo, dallo 0.02% allo 0.05% nel caso di rapporto vaginale insertivo, dallo 0.01% allo 0.185% nel caso di rapporto anale insertivo, e dallo 0.5% al 3% nel caso di rapporto anale ricettivo.
- Le Malattie sessualmente trasmissibili (MST) incrementano il rischio di trasmissione e infezione dell'HIV in quanto causano la rottura della normale barriera epiteliale attraverso ulcerazione e/o microulcerazione genitale, e provocano l'accumulo di gruppi di cellule sensibili all'HIV o infette da HIV (linfociti e macrofagi) nel seme e nelle secrezioni vaginali.

Studi epidemiologici provenienti dall'Africa subsahariana, Europa e Nord America hanno ipotizzato che approssimativamente esiste un rischio quattro volte maggiore di essere infettato da HIV in presenza di ulcere genitali come quelle provocate dalla sifilide e/o ulcera molle, e un significante rischio, sebbene minore, in presenza di MST come la gonorrea, clamidia e triconomiasi che causano localmente l'accumulo di linfociti e macrofagi.
- La trasmissione dell'HIV dipende dall'infettività del paziente zero e dalla sensibilità del partner non infetto. L'infettività sembra variare durante il corso della sindrome e delle sue manifestazioni patologiche e non è costante tra i soggetti. Una carica virale non identificabile nel plasma non significa che ci sia una bassa carica virale nel liquido seminale o nelle secrezioni genitali. Un incremento di un fattore 10 di RNA HIV nel liquido seminale è associato con un incremento della trasmissione del virus dell'81%.[4]
- Se qualcuno è già infetto da HIV, questo non protegge dall'essere infettato da un'altra e più virulenta specie.
- Il sesso orale non è esente da rischi visto che è stato dimostrato che l'HIV può essere trasmesso sia attraverso rapporti orali ricettivi che insertivi.[5]

Durante rapporti sessuali il solo preservativo, che può essere maschile o femminile, può ridurre (il preservativo elimina il rischio di infezione se indossato correttamente), le possibilità di contrarre l'HIV. Deve però essere utilizzato durante tutto il rapporto di penetrazione in caso di partner sieropositivo o la cui sieropositività non è conosciuta, come può avvenire per rapporti occasionali.
L'effettivo uso del preservativo e la protezione delle trasfusioni di sangue in Nord America e nell'Europa Centro-Occidentale sono ritenuti alla base del più basso tasso di incidenza dell'AIDS in queste regioni.
Adottare questi metodi di prevenzione ha causato però in alcune regioni controversie e difficoltà, per esempio indicazione religiose che sconsigliano o condannano l'utilizzo dei preservativi.
- Il preservativo maschile è la sola più efficiente tecnologia che riduce la trasmissione sessuale dell'HIV ed altre infezioni sessualmente trasmesse. Affinché sia efficiente deve essere utilizzato correttamente durante ogni atto sessuale. Lubrificanti contenenti oli, come vaselina o burro, non vanno usati in quanto indeboliscono il preservativo rendendolo poroso. Se necessario, sono raccomandati lubrificanti a base di acqua. I preservativi hanno date standard di scadenza. È fondamentale controllare la data di scadenza e se è conforme allo standard europeo (EC 600) o a quello statunitense (D3492) prima dell'uso.
- Il preservativo femminile è un'alternativa a quello maschile ed è fatto di poliuretano, che consente il suo utilizzo in presenza di lubrificanti a base di olio. Sono più larghi dei preservativi maschili e sono progettati per essere inseriti in vagina.

Con il costante e corretto utilizzo dei preservativi vi è un rischio di contrarre l'infezione da HIV molto basso.
Studi su un utilizzo assiduo del preservativo in coppie nelle quali solo uno dei partner è sieropositivo hanno mostrato tassi di incidenza di infezione del partner sano inferiori all'1% annuo.

### Il Telefono Verde AIDS e IST - 800.861.061
In Italia il Telefono Verde AIDS e IST - 800.861.061 è un Servizio Nazionale, anonimo e gratuito, di counselling telefonico sull'infezione da HIV, sull'AIDS e sulle Infezioni Sessualmente Trasmesse collocato all'interno dell'area “Comunicazione” dell'Unità Operativa Ricerca psico-socio-comportamentale, Comunicazione, Formazione (Dipartimento Malattie Infettive, diretto da Giovanni Rezza) dell'Istituto Superiore di Sanità di Roma.
Il servizio, istituito nel 1987 dalla Commissione Nazionale per la lotta contro l'AIDS e co-finanziato dal Ministero della Salute, ha costituito la prima esperienza di helpline pubblica, a copertura nazionale, impegnata in attività di prevenzione primaria e secondaria sull'infezione da HIV e sulle Infezioni a Trasmissione Sessuale rivolta alla popolazione generale.
L'intervento di counselling telefonico erogato dagli esperti del Telefono Verde AIDS e IST - 800.861.061 consente di instaurare una relazione di aiuto professionale con la persona che telefona, di decodificare la sua domanda, di offrirle risposte personalizzate e, se necessario, di inviarla ai Centri diagnostico-clinici, alle Organizzazioni non governative e alle Associazioni di volontariato presenti sul territorio nazionale.

### Programmi governativi
Il governo U.S.A. e alcune organizzazioni statunitensi hanno proposto l'Approccio dell'ABC (ABC Approach) allo scopo di ridurre il rischio di contrarre l'AIDS durante i rapporti sessuali:
- Abstinence (astinenza o rimandare le attività sessuali, specialmente per i giovani)
- Being faithful (lett. essere fedeli), specialmente per coloro che abbiano relazioni serie
- Condom, (uso del-) per coloro che hanno un comportamento sessuale che li mette a rischio

Alcuni operatori sostengono che tale approccio potrebbe avere una funzione di riduzione dell'incidenza delle malattie sessualmente trasmissibili, come l'AIDS, e l'hanno proposto in paesi in via di sviluppo.
Tuttavia, c'è chi sostiene che l'approccio ABC non è l'unica politica che questi paesi, come l'Uganda, avrebbero messo in atto, poiché l'Uganda ha sperimentato per la prima volta degli approcci utili a ridurre lo stigma sociale della malattia, parlando apertamente dei comportamenti sessuali, senza mettere da parte gli studenti delle scuole colpiti dall'HIV, persuadendo singoli o coppie a fare dei test e a servirsi dei consultori, migliorando lo status delle donne, coinvolgendo le organizzazioni religiose, coinvolgendo i guaritori tribali, e molto altro".
Inoltre, occorre notare che non c'è alcuna prova conclusiva che i programmi basati sulla sola astinenza abbiano avuto successo in ogni paese del mondo nel ridurre la trasmissione dell'HIV. Questo è il motivo per cui l'uso del preservativo è caldamente consigliato insieme all'astinenza. C'è una certa confusione derivata dalla sovrapposizione con l'Approccio CNN. Cioè:
- Condom (uso del-), per coloro che ingaggiano comportamenti sessuali a rischio.
- Needles (aghi), usare solo quelli nuovi (usa e getta).
- Negoziare, capacità di-; trovare un compromesso per fare del sesso in modo più sicuro con il partner, e dare la possibilità alle donne di fare le scelte più convenienti per loro.

L'Approccio ABC è stato criticato anche all'interno delle coppie stabili, poiché un partner fedele di un partner infedele è comunque a rischio di AIDS. Molti pensano che la combinazione dell'approccio CNN con l'approccio ABC potrebbe costituire la modalità ottimale per la prevenzione.

### Circoncisione
Attualmente una ricerca sta chiarendo una possibile relazione tra la circoncisione maschile, effettuata in alcuni contesti culturali, e l'HIV. Tuttavia l'UNAIDS crede che sia prematuro inserire la circoncisione nei programmi di prevenzione all'HIV.
Inoltre, esperti medici sudafricani ritengono che l'uso ripetitivo di coltelli non sterilizzati nel rituale della circoncisione degli adolescenti potrebbe favorire la diffusione dell'HIV.

## Prevenire la trasmissione dell'HIV tramite il sangue e derivati

### Fondamenti scientifici
Condividere e riutilizzare siringhe rappresenta il maggiore rischio di infezione non solo per HIV ma anche per l'Epatite virale B e l'Epatite virale C. Negli Stati Uniti un terzo di tutte le nuove infezioni da HIV possono essere ricondotte a questo tipo di scambi e quasi il 50% dei tossicodipendenti hanno l'epatite C.
- Si pensa però che il rischio di essere infettato con l'HIV da una sola puntura di un ago già usato su una persona affetta da HIV sia circa 1 su 150. La profilassi post-esposizione con farmaci anti-HIV può abbassare ulteriormente quella piccola percentuale di rischio.
- Le precauzioni universalmente riconosciute spesso non sono seguite nell'Africa subsahariana e in gran parte dell'Asia a causa sia della mancanza di materiale che di inadeguata preparazione. L'OMS, l'Organizzazione Mondiale della Sanità (WHO, World Health Organisation) stima che approssimativamente il 2.5% di tutte le infezioni da HIV nell'Africa subsahariana sia trasmesso tramite iniezioni non sicure praticate in o da strutture sanitarie. A causa di ciò, l'Assemblea generale degli Stati Uniti, sostenuta da un consenso unanime nell'ambiente medico, ha fatto urgentemente appello a tutte le nazioni affinché adottino quelle precauzioni ormai universalmente riconosciute all'interno delle proprie strutture sanitarie[11].

### Strategie di prevenzione
- In quei paesi in cui sono stati introdotti il miglioramento delle tecniche di selezione dei donatori e il test agli anticorpi, il rischio di trasmettere l'infezione da HIV a coloro che ricevono trasfusioni di sangue è stato eliminato con ottimi risultati. Secondo la OMS, la stragrande maggioranza della popolazione mondiale non ha accesso a banche del sangue sicure e "tra il 5% e il 10% delle infezioni da HIV contratte in tutto il mondo è trasmesso attraverso la trasfusione di sangue e derivati infetti del sangue".[12]
- Medici e paramedici che seguono le precauzioni universali o praticano l'isolamento sicuro dalle sostanze provenienti dall'interno del corpo, per esempio indossando guanti di latex al momento di praticare le iniezioni e lavarsi frequentemente le mani possono contribuire a prevenire le infezioni da HIV.
- Tutte le organizzazioni per la prevenzione dell'AIDS consigliano a coloro che fanno uso di droga di non condividere aghi o altro materiale necessario alla preparazione e all'assunzione di droga (incluse le siringhe, i batuffoli di cotone, i cucchiai, l'acqua per diluire la droga, o le cannucce, ad es. quelle per il crack). È importante che le persone adoperino aghi nuovi e sterili. In alcune città degli Stati Uniti e altri paesi occidentali, gli aghi sono disponibili gratuitamente presso centri dedicati.

## Trasmissione da madre a figlio

### Fondamenti scientifici
- Vi è un 15-30% di rischio di trasmissione materno fetale dell'HIV durante la gravidanza, travaglio e parto.[13] Nei paesi sviluppati il rischio di trasmissione dell'HIV da madre a figlio può ridursi allo 0-5%. Diversi sono i fattori che determinano il rischio di infezione, in ma particolar modo il tasso virale della mamma al momento del parto (quanto più alto è il tasso, tanto maggiore è il rischio). L'allattamento al seno aumenta il rischio di trasmissione del 10-15%. Tale rischio dipende da fattori clinici e può variare a seconda delle modalità e della durata dell'allattamento.

### Strategie di prevenzione
- Le ricerche hanno dimostrato che i farmaci antiretrovirali, il parto cesareo e il latte in polvere riducono il rischio di trasmissione del HIV da madre a figlio al di sotto dell'1%[14].
- Quando è possibile e conveniente un'alternativa all'allattamento al seno, si raccomanda alle mamme infette con l'HIV di evitare di allattare il bimbo al seno. In caso contrario, lo si raccomanda solo per i primi mesi di vita, ricordando che dovrebbe essere interrotto al più presto possibile.